# Plataforma continental de Argentina

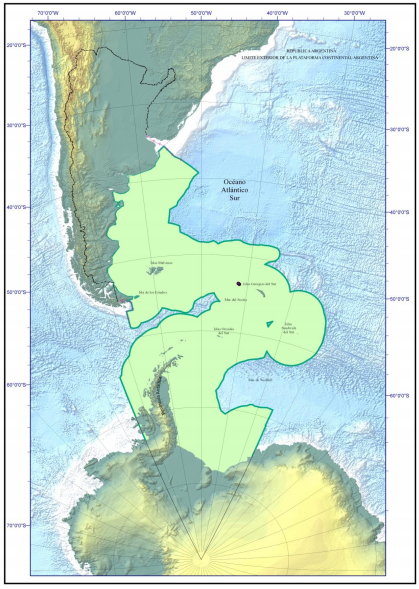
Mapa oficial de la plataforma continental argentina aprobada por las Naciones Unidas, como consecuencia de la Convención sobre el Derecho del Mar de 1995.

La plataforma continental de la República Argentina es el lecho y subsuelo de las áreas submarinas que se extienden más allá de su mar territorial hasta el límite definido por la presentación que ese país hizo el 21 de abril de 2009 ante la Comisión de Límites de la Plataforma Continental de las Naciones Unidas y aceptada por esta última el 11 de marzo de 2016. Aunque parte del área total reconocida se encuentra dentro de la zona de soberanía suspendida en virtud del Tratado Antártico o disputada con el Reino Unido y Chile, solo una parte del área está bajo soberanía argentina no disputada.

## Convemar
- Wikisource contiene obras originales de o sobre Convención sobre el Derecho del Mar.

La Convención de las Naciones Unidas sobre el Derecho del Mar (Convemar) del 30 de abril de 1982, y que entró en vigor el 16 de noviembre de 1994, estableció el régimen de la plataforma continental en la Parte VI (artículos 76 al 85), definiendo en el artículo 76 inciso 1 lo que se entiende como plataforma continental:

Corte esquemático de una plataforma continental.
Sedimento
Roca
Manto

La plataforma continental de un Estado ribereño comprende el lecho y el subsuelo de las áreas submarinas que se extienden más allá de su mar territorial y a todo lo largo de la prolongación natural de su territorio hasta el borde exterior del margen continental, o bien hasta una distancia de 200 millas náuticas (370 km) contadas desde las líneas de base a partir de las cuales se mide la anchura del mar territorial, en los casos en que el borde exterior del margen continental no llegue a esa distancia.

La plataforma continental es la prolongación sumergida de la masa terrestre de un estado hasta borde exterior del margen continental, o hasta las 200 millas náuticas (370 km) contadas desde la línea de bases si el borde exterior del margen continental no llega hasta esa distancia, independientemente de las condiciones geológicas o geomorfológicas de esa extensión o de que se extienda o no hasta ese punto la plataforma continental geológica. Sobre la plataforma continental el estado ribereño ejerce derechos exclusivos de soberanía para la exploración y explotación de los recursos naturales allí existentes (artículo 77 de la Convemar). Los fondos oceánicos que queden más allá de los límites que fijen los estados están bajo la jurisdicción de la Autoridad Internacional de los Fondos Marinos y son considerados para beneficio de toda la humanidad. El fondo oceánico profundo con sus crestas oceánicas y su subsuelo, queda fuera de la jurisdicción de los estados. 
Argentina ratificó la convención el 12 de enero de 1995, entrando en vigor para ese país el 31 de diciembre de 1995.
La posibilidad de que los estados ribereños obtengan su plataforma continental extendida más allá de las 200 millas náuticas ha sido contemplada por la Convemar para ciertos casos especificados en su artículo 76. Los estados interesados en realizar esa extensión deben realizar una presentación fundamentada a la Comisión de Límites de la Plataforma Continental (CLCS), la cual debe evaluar y formular posteriormente recomendaciones para la fijación del límite exterior de la plataforma continental de dicho estado.
Para establecer hasta dónde se extiende el borde exterior del margen continental y, por lo tanto, establecer el límite exterior de la plataforma continental extendida más allá de las 200 millas náuticas (370 km), se utilizan dos criterios, definidos en el artículo 74 inciso 4 de la Convemar:
1) Una línea trazada, de conformidad con el artículo 76 inciso 7, en relación con los puntos fijos más alejados en cada uno de los cuales el espesor de las rocas sedimentarias sea por lo menos el 1% de la distancia más corta entre ese punto y el pie del talud continental.
2) Una línea trazada, de conformidad con el artículo 76 inciso 7, en relación con puntos fijos situados a no más de 60 millas náuticas del pie del talud continental.
El artículo 76 inciso 5 establece además dos restricciones. Los puntos fijos que constituyan el límite exterior de la plataforma continental extendida, trazados de acuerdo con los criterios anteriormente mencionados, no deberán exceder de 350 millas náuticas (650 km) o de 100 millas náuticas (190 km) desde la isóbata de 2500  metros (la línea que conecta la profundidad de 2500 metros). Los puntos deben unirse mediante líneas rectas, cuya longitud no debe exceder de 60 millas náuticas (111 km).
Los límites de la plataforma continental extendida no afectan la condición jurídica de las aguas suprayacentes ni a la del espacio aéreo situado sobre tales aguas, de acuerdo al artículo 78 inciso 1.
El 5 de agosto de 2020, la Cámara de Diputados de la Nación Argentina, aprobó por unanimidad el límite exterior de la Plataforma Continental Argentina en la Ley 27 557. La Cámara terminó de ractificar este límite, que ya había sido presentado y aprobado por la CONVEMAR el ya citado 11 de marzo de 2016.

## Antecedentes en el derecho argentino
En 1916 el almirante Segundo Storni desarrolló una doctrina que reivindicaba los derechos argentinos sobre la plataforma continental y todos sus recursos.
Argentina formuló mediante el decreto n.° 1386 del 24 de enero de 1944 (publicado el 17 de marzo de 1944) una reserva minera bajo su mar epicontinental:

Artículo 2. Hasta tanto se dicte una ley especial sobre la materia, las zonas de fronteras internacionales de los Territorios Nacionales y las de sus costas oceánicas, así como el Mar Epicontinental argentino se considerarán como zonas transitorias de reservas mineras (...)

El 28 de septiembre de 1945 el presidente de los Estados Unidos, Harry Truman, realizó la llamada Declaración Truman, que puso bajo la jurisdicción y control de ese país los recursos naturales del subsuelo y del lecho marítimo de la plataforma continental bajo el alta mar contigua a su territorio. 

El Gobierno de los Estados Unidos considera los recursos naturales del subsuelo y lecho marinos de la plataforma situada bajo la alta mar, pero contigua a las costas de los Estados Unidos, como pertenecientes y sujetos a su jurisdicción y control (...)

Recién mediante la Outer Continental Shelf Lands Act del 7 de agosto de 1953 los Estados Unidos proclamaron su soberanía sobre su plataforma continental.
En consonancia con la Declaración Truman, el Gobierno argentino emitió el decreto n.° 14708 de 1946 (publicado el 5 de diciembre de 1946) que declaró:

Artículo 1. Declárase perteneciente a la soberanía de la Nación, el mar epicontinental y el zócalo continental argentinos.

Artículo 2. A los efectos de la libre navegación, el carácter de las aguas situadas en el Mar Epicontinental y sobre el Zócalo Continental Argentino, no queda afectado por esta declaración.

Este decreto sostuvo como fundamento que se trata de una norma consuetudinaria, e hizo referencia al concepto de prolongación natural del territorio.
En 1958 se realizó la Convención de Ginebra sobre la Plataforma Continental:

Artículo 1. Para los efectos de estos artículos, la expresión "plataforma continental" designa:

El lecho del mar y el subsuelo de las zonas submarinas adyacentes a las costas pero situadas fuera de zona de mar territorial, hasta una profundidad de 200 metros, o más allá de este límite, hasta donde la profundidad de las aguas suprayacentes permita la explotación de los recursos naturales de dichas zonas;

El lecho del mar y el subsuelo de las regiones submarinas análogas, adyacentes a las costas de islas.

Artículo 2. 1. El Estado ribereño ejerce derecho de soberanía sobre la plataforma continental a los efectos de su exploración y de la explotación de sus recursos naturales.

Esta convención fue adoptada en general por la Ley de Soberanía en el Mar Argentino n.° 17094 de 1966 (publicada el 10 de enero de 1967), que reafirmó la soberanía argentina sobre el lecho y el subsuelo de las zonas submarinas adyacentes a su territorio:

Art. 2: La soberanía de la Nación Argentina se extiende asimismo al lecho del mar y al subsuelo de las zonas submarinas adyacentes a su territorio hasta una profundidad de doscientos metros o, más allá de este límite, hasta donde la profundidad de las aguas suprayacentes permita la explotación de los recursos naturales de dichas zonas.

En 1991 Argentina sancionó la Ley de Espacios Marítimos n.° 23968 (publicada el 5 de diciembre de 1991). En el artículo 6 se estableció el límite exterior de la plataforma continental argentina hasta el borde exterior del margen continental o hasta las 200 millas marinas cuando el borde exterior no alcanzara esa distancia. 

Artículo 6. La plataforma continental sobre la cual ejerce soberanía la Nación Argentina, comprende el lecho y el subsuelo de las áreas submarinas que se extienden más allá de su mar territorial y a todo lo largo de la prolongación natural de su territorio hasta el borde exterior del margen continental, o bien hasta una distancia de DOSCIENTAS (200) millas náuticas medidas a partir de las líneas de base que se establecen en el art. 1º de la presente ley, en los casos en que el borde exterior no llegue a esa distancia.

## Estudios científicos y presentación argentina

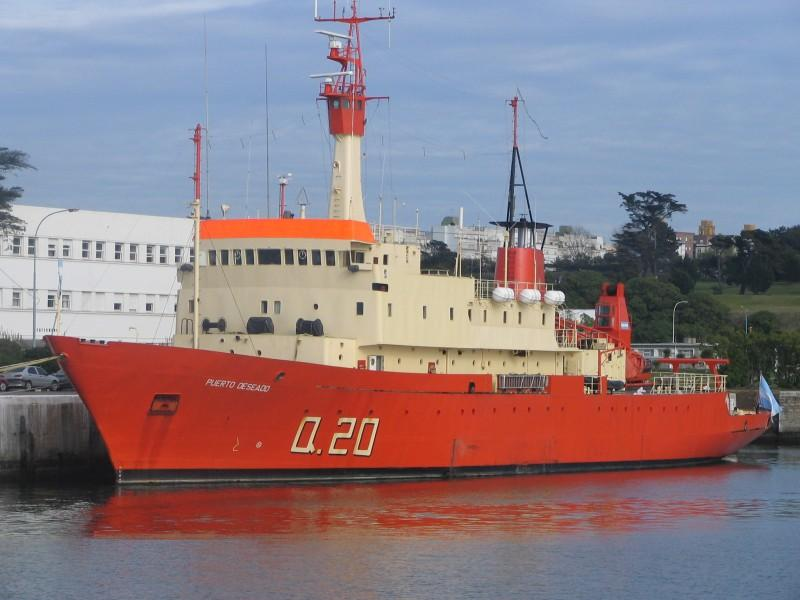
Buque oceanográfico ARA Puerto Deseado (Q-20) utilizado para la investigación por la Copla.

Véase la presentación ejecutiva argentina, con los mapas correspondientes.y las coordenadas de los puntos del límite

- Wikisource contiene obras originales de o sobre Plataforma continental de Argentina.

### Comisión Nacional del Límite Exterior de la Plataforma Continental
La Comisión Nacional del Límite Exterior de la Plataforma Continental (Copla) fue creada en 1997 mediante la ley n.° 24815 y es una comisión interministerial bajo la dependencia directa del Ministerio de Relaciones Exteriores y Culto. Fue constituida el 20 de abril de 1998 y está integrada por un representante de ese ministerio, uno del Ministerio de Hacienda y Finanzas Públicas (entonces denominado Ministerio de Economía y Producción) y uno del Servicio de Hidrografía Naval (del Ministerio de Defensa), los cuales están asistidos por un coordinador general. La Subcomisión Técnica estableció 6 grupos de trabajo: Geodesia, Hidrografía, Geología, Geofísica, Cartografía, Gis (sistema de información geográfica). Otros organismos del Estado participaron también en la investigación científica, tales como universidades, Conicet, Conae, Instituto Antártico Argentino, etc.
La Copla realizó una recopilación de datos contando con aproximadamente 5200 registros de información: geofísica (1421 registros), geológica (172 registros), batimétrica (1265 registros), cartográfica (2243 registros), geodésica (99 registros), etc. Para realizar estas mediciones se utilizó el barco oceanográfico ARA Puerto Deseado (Q-20).

### Comisión de Límites de la Plataforma Continental
La Comisión de Límites de la Plataforma Continental (CLPC) fue creada en 1982 y está compuesta por 21 expertos encargados de examinar los datos y toda la información presentada por los estados ribereños sobre el límite exterior de la plataforma continental. Las reuniones de la CLPC tienen lugar una vez al año durante un mes en la sede de Naciones Unidas en Nueva York. Luego de análisis la CLPC puede formular recomendaciones para ajustar la presentación a los criterios establecidos por la Convemar. Luego de que el estado ribereño cumpla con las recomendaciones, si las hubiera, el límite exterior de su plataforma continental así presentado es obligatorio para los países miembros. La CLPC no considera ni emite recomendaciones sobre áreas disputadas.

### Presentación argentina de los estudios científicos
El 21 de abril de 2009 Argentina presentó ante la CLPC sus estudios sobre la plataforma continental con los límites de su pretensión. Se cumplió así con el artículo 76 inciso 8 de la Convemar dentro del plazo estipulado, cuyo vencimiento operaba el 13 de mayo de 2009. Ese plazo fue establecido en la XI Reunión de Estados Parte de Convemar (en 2001), para todos aquellos estados que hubieran ratificado la convención antes del 13 de mayo de 1999. Originalmente la convención preveía que las presentaciones debían realizarse dentro de los 10 años posteriores a la entrada en vigor de la convención para cada estado ribereño. En junio de 2008, durante la XVIII reunión, se decidió que el plazo estipulado podía satisfacerse entregando información preliminar indicativa de los límites exteriores reclamados.
La presentación -en español e inglés- está compuesta por un cuerpo principal de 6 capítulos en 13 tomos, en los cuales se desarrolla la fundamentación científica del límite exterior de la plataforma continental argentina. Los datos científicos y técnicos están recopilados en otro cuerpo de 13 tomos y en 30 DVD, y la bibliografía en un tercer cuerpo de 24 tomos.
Para el trazado del límite se siguió el método de primero aplicar las dos fórmulas positivas, de forma de trazar una línea envolvente exterior o línea de las fórmulas. Luego se aplicaron las dos restricciones, lo que le permitió trazar la línea de las restricciones. Para finalmente realizar la combinación de las dos líneas o envolvente interior, que representa el límite exterior de la plataforma continental argentina. Fueron seleccionados 6335 puntos fijos.
La presentación argentina fue examinada durante el 24° período de sesiones de la CLPC, que tuvo lugar entre el 10 de agosto y el 11 de septiembre de 2009, para lo cual una delegación de la Copla realizó una exposición oral el 26 de agosto de 2009. La CLPC decidió formar una subcomisión instruyendo que no se tuviera en cuenta lo relativo a la Antártida ni a las islas disputadas con el Reino Unido ni se prejuzgara sobre el límite con Uruguay. La comisión de 7 miembros fue formada el 5 de septiembre de 2012 durante el 30° período de sesiones, y ante ella el 8 de agosto de 2012 una delegación de la Copla volvió a realizar una exposición oral aportando nuevos datos y respondiendo consultas.
La convención prevé que una vez que un país cumpla las recomendaciones que le realice la Comisión de Límites, los límites que haya determinado serán definitivos y obligatorios para todas las naciones en virtud del artículo 76 inciso 8 de la Convemar. El artículo 77 inciso 3 hace innecesaria una ocupación real de las áreas de la plataforma continental para hacer valer sus derechos.

### Aprobación de la presentación
El 11 de marzo de 2016 la CLPC aprobó la presentación argentina sin realizar recomendaciones, quedando desde ese momento reconocidos por la comunidad internacional los límites del territorio argentino en lo que respecta a su plataforma marítima en las áreas no sujetas a disputas. El 28 de marzo de 2016 el Ministerio de Relaciones Exteriores realizó una presentación sobre los nuevos límites, durante la cual se expresó que al aprobarse la presentación la ONU reconoció que existe una disputa de soberanía con el Reino Unido.
Los nuevos límites significan un aumento de más de 1 782 500 km² de territorio soberano en la plataforma continental, equivalente al 48% del territorio emergido, que se suman a los aproximadamente 4 799 000 km² comprendidos entre las líneas de base y las 200 millas marinas. De este modo, en total la plataforma continental que integra el territorio argentino suma 6 581 500 km².
En casos como estos, en que haya una controversia territorial o marítima, está establecido que la Comisión "no examinará ni calificará la presentación hecha por cualquiera de los Estados Partes en esa controversia". Por ello, y ya en septiembre de 2009, la Comisión había determinado que de acuerdo con el reglamento, no se hallaba en condiciones de examinar ni de calificar la parte de la presentación que se refería a los espacios marítimos de las islas Malvinas, Georgias del Sur y Sandwich del Sur, ni a la plataforma continental perteneciente a la Antártida. Según una asociación privada la soberanía argentina no disputada reconocida por la Comisión (CLPC), llegaría al 20% de la superficie total delimitada de 1,7 millones de km², es decir aproximadamente 340 000 km².

## Día Nacional de los Derechos de Soberanía sobre la Plataforma Continental
El Congreso de la Nación Argentina, mediante la ley 27.755 (promulgada el 09 de septiembre de 2024) instituyó al día 4 de agosto de cada año como el Día de los Derechos de Soberanía sobre la Plataforma Continental, en conmemoración al trabajo ininterrumpido, durante más de 20 años, realizado por la Comisión Nacional del Límite Exterior de la Plataforma Continental (COPLA), dependiente del Ministerio de Relaciones Exteriores, Comercio Internacional y Culto, que ha permitido la demarcación de la plataforma continental y, de esta manera, la reafirmación de los derechos de soberanía de la República Argentina.
Por su parte, el artículo 2 de la referida ley compele al Poder Ejecutivo Nacional a propiciar actividades académicas y educativas de difusión y concientización sobre la importancia que representa la demarcación del límite exterior de la plataforma continental para la Argentina.

## Disputa con el Reino Unido
En los casos en que existan disputas entre estados ribereños, las Normas de Procedimiento de la Comisión de Límites impiden que esta analice las presentaciones sobre esas áreas, a menos que haya un acuerdo previo entre los países en disputa. Los estados pueden realizar presentaciones conjuntas para establecer el límite exterior de la plataforma, dejando pendiente su disputa de límites.

... en caso de que haya una controversia territorial o marítima, la Comisión no considerará ni calificará la presentación hecha por cualquiera de los Estados Parte en esa controversia.

Cuando Argentina ratificó su ingreso a la Convemar mediante la ley n.° 24543, hizo expresa reserva con relación a la Cuestión de las islas Malvinas, reafirmando que ese tema se encuentra regido por las resoluciones específicas de la Asamblea General de las Naciones Unidas 2065 (XX), 3160 (XXVIII), 31/49, 37/9, 38/12, 39/6, 40/21, 41/40, 42/19 y 43/25, adoptadas en el marco del proceso de descolonización. En la reserva manifestó que no reconoce ni reconocerá el ejercicio de ningún derecho de jurisdicción marítima de ningún otro estado o comunidad sobre las áreas marítimas correspondientes a las islas Malvinas, Sandwich del Sur y Georgias del Sur. Esos archipiélagos en disputa se hallan bajo la administración del Reino Unido, país que realizó los estudios correspondientes a sus plataformas y realizó una presentación el 11 de mayo de 2009.
En los años 2001, 2004 y 2007 el Reino Unido realizó propuestas para efectuar una presentación conjunta con Argentina, pero no obtuvo respuestas en ese sentido.

## Antártida
La plataforma continental correspondiente al Sector Antártico Argentino, se encuentra sujeta a las disposiciones del Tratado Antártico que impiden realizar nuevas reclamaciones de soberanía mientras dure su vigencia. Sin embargo, Argentina hizo su presentación incluyendo a su sector antártico, aunque el mismo día presentó una nota al secretario general de las Naciones Unidas señalando que:

La República Argentina tiene en cuenta las circunstancias del área ubicada al sur de los 60 grados de latitud sur y el especial status legal y político de la Antártida bajo las disposiciones del Tratado Antártico, incluido su artículo IV y el Reglamento de la Comisión de Límites de la Plataforma Continental.

En mayo de 2008 el Reino Unido notificó a la Comisión de Límites que no realizaría una presentación para fijar una plataforma continental más allá de las 200 millas náuticas desde la costa del Territorio Antártico Británico, pero se reservó el derecho de hacerlo en el futuro.   
Al conocer la presentación argentina, el 21 de abril de 2009 el Gobierno de Chile anunció que podría hacer también su presentación incluyendo al Territorio Chileno Antártico, parcialmente en disputa con Argentina. El 8 de mayo Chile cumplió con el plazo entregando información preliminar, expresando que en el futuro indicaría si efectuaría una presentación sobre la plataforma continental del Territorio Chileno Antártico.
Rechazando la presentación antártica argentina 6 países presentaron notas verbales a la CLPC: Reino Unido (6 de agosto de 2009), Estados Unidos (19 de agosto de 2009), Rusia (24 de agosto de 2009), India (31 de agosto de 2009), Países Bajos (30 de septiembre de 2009), Japón (19 de noviembre de 2009).
El Protocolo Ambiental de la Antártida, de 1991, prohíbe toda actividad minera, excepto en los casos de investigación científica.

## Límite con Uruguay
El límite marítimo entre Argentina y Uruguay fue establecido por el artículo 70 del Tratado del Río de la Plata y su Frente Marítimo del 19 de noviembre de 1973:

El límite lateral marítimo y el de la plataforma continental, entre la República Oriental del Uruguay y la República Argentina; está definido por la línea de equidistancia determinada por el método de costas adyacentes, que parte del punto medio de la Línea de base constituida por la recta imaginaria que une Punta del Este (República Oriental del Uruguay) con Punta Rasa del Cabo San Antonio (República Argentina).

El artículo 90 dice que las Partes publicarán oportunamente, en las cartas marinas correspondientes, el trazado del límite lateral marítimo. Esta demarcación del límite fue realizada luego hasta las 200 mn de la costa, de acuerdo a las pretensiones marítimas de ambos países en la década de 1970.
En su presentación a la CLPC del 7 de abril de 2009 Uruguay indicó que:

A la fecha no existen disputas con los países limítrofes, República Argentina y República Federativa del Brasil, en relación a los límites marítimos.

En esa presentación Uruguay señaló su punto más austral del límite exterior de su plataforma continental (FP 01, Datum WGS 84: 39,4967987 S y 50,0461657 O) a 350 mn de sus costas y con una nota que expresa que:

... equidista de Punta Médanos (...) República Argentina y del Cabo Santa María (...) de acuerdo a lo establecido en el artículo 70 del Tratado del Río de la Plata y su Frente Marítimo.

La presentación argentina del 21 de abril de 2009 expresó:

El límite entre la plataforma continental argentina y la uruguaya más allá de las doscientas millas contadas desde las líneas de base está pendiente de demarcación (...) El referido punto FP 01 de la presentación uruguaya no puede ser considerado como un punto del límite lateral marítimo entre los dos países porque ese límite aún no ha sido, en ese sector, objeto de demarcación –operación que necesariamente debe ser bilateral.
 Por otra parte, no le consta a la Argentina que el punto FP 01 haya sido identificado de conformidad con las normas aplicables de la Convención de las Naciones Unidas sobre el Derecho del Mar.
 El límite exterior de la plataforma continental de ambos países en la zona limítrofe deberá estar representado por una línea que una el punto más meridional del límite exterior de la presentación del Uruguay, que se ajuste a las normas de la Convención de las Naciones Unidas sobre el Derecho del Mar, con el punto más septentrional del límite exterior de la presentación argentina que se ajuste a las mismas normas, respetando la distancia entre uno y otro dispuesta en el artículo 76.7 de la Convención de las Naciones Unidas sobre el Derecho del Mar (...) la Argentina solicita a esa Comisión que formule sus recomendaciones aplicando el Anexo I, punto 4 a) de sus Reglas de Procedimiento.

El primer punto del límite exterior de la plataforma continental argentina fue denominado RA-1 y está ubicado a 39,418230 S y 50,637590 O. Se lo obtuvo por la fórmula del 1% y una nota indica que está ubicado en las proximidades del límite, aún no demarcado.
El 21 de agosto de 2009 Argentina volvió a solicitar a la CLPC -mediante nota- que en el límite con Uruguay aplique el Anexo I punto 4.a de las Reglas de Procedimiento:

Dos o más Estados ribereños podrán, mediante acuerdo, hacer presentaciones conjuntas o por separado a la Comisión pidiéndole que formule recomendaciones
sobre delineación:
 a) Sin tener en cuenta la fijación de límites entre esos Estados.

El 25 de agosto de 2009 una delegación uruguaya realizó una presentación oral ante la CLPC expresando que el límite lateral con la Argentina entre 200 y 350 millas marinas, definido por las disposiciones del artículo 70 de ese Tratado, aún no se había trazado.

## Límite con Chile y disputa por la «Medialuna»
La delimitación marítima entre la Argentina y Chile se encuentra establecida en el artículo 7 del Tratado de Paz y Amistad de 1984:

El límite entre las respectivas soberanías sobre el mar, suelo y subsuelo de la República Argentina y de la República de Chile en el mar de la Zona Austral a partir del término de la delimitación existente en el Canal Beagle, esto es, el punto fijado por las coordenadas 55º 07',3 de latitud Sur y 66º 25',0 de longitud Oeste, será la línea que una los puntos que a continuación se indican:

A partir del punto fijado por las coordenadas 55º 07',3 de latitud Sur y 66º 25',0 de longitud Oeste (punto A), la delimitación seguirá hacia el Sudeste por una línea loxodrómica hasta un punto situado entre las costas de la Isla Nueva y de la Isla Grande de Tierra del Fuego, cuyas coordenadas son 55º 11',0 de latitud Sur y 66º 04',7 de longitud Oeste (punto B); desde allí continuará en dirección Sudeste en un ángulo de cuarenta y cinco grados, medido en dicho punto B, y se prolongará hasta el punto cuyas coordenadas son 55º 22',9 de latitud Sur y 65º 43',6 de longitud Oeste (punto C); seguirá directamente hacia el Sur por dicho meridiano hasta el paralelo 56º 22',8 de latitud Sur (punto D); desde allí continuará por ese paralelo situado veinticuatro millas náuticas al Sur del extremo más austral de la Isla Hornos, hacia el Oeste hasta su intersección con el meridiano correspondiente al punto más austral de dicha Isla Hornos en las coordenadas 56º 22',8 de latitud Sur y 67º 16',0 de longitud Oeste (punto E); desde allí el límite continuará hacia el sur hasta el punto cuyas coordenadas son 58º 21',1 de latitud Sur y 67º 16',0 de longitud Oeste (punto F).
(...)

Las Zonas Económicas Exclusivas de la República Argentina y de la República de Chile se extenderán respectivamente al Oriente y al Occidente del límite así descrito. Al Sur del punto final del límite (punto F), la Zona Económica Exclusiva de la República de Chile se prolongará, hasta la distancia permitida por el derecho internacional, al Occidente del meridiano 67º 16',0 de longitud Oeste, deslindando al Oriente con el alta mar.

De acuerdo al tratado, para el establecimiento de la zona económica exclusiva argentina al sudeste del meridiano del cabo de Hornos las 200 millas náuticas son contadas desde las costas de la isla Grande de Tierra del Fuego sin tener en cuenta las islas chilenas que se interpongan. Aunque el tratado no menciona explícitamente el límite de la plataforma continental al sur del punto F, Argentina presentó allí una ampliación más allá de las 200 mn y al este del meridiano del cabo de Hornos. En su presentación preliminar del 8 de mayo de 2009 Chile no extendió su plataforma continental al este del meridiano del cabo de Hornos y ni Chile ni ningún otro país realizó objeciones a la presentación argentina en esa zona. En 2021 Chile presenta un mapa de su plataforma continental en base a las 200 millas náuticas desde las Islas Diego Ramírez y no como plataforma continental extendida. La primera tendría prevalencia por sobre la segunda según lo expresado por la Corte Internacional de Justicia en el caso de la controversia territorial y de delimitación marítima entre Colombia y Nicaragua.

### Disputa por la plataforma continental extendida en el Mar de la Zona Austral

Mapa sobre la disputa.

La Convención de las Naciones Unidas sobre el Derecho del Mar (Convemar) del 30 de abril de 1982, y que entró en vigor el 16 de noviembre de 1994, estableció el régimen de la plataforma continental en la Parte VI (artículos 76 al 85), definiendo en el artículo 76 inciso 1 lo que se entiende como plataforma continenta.
Argentina ratificó la convención el 12 de enero de 1995, entrando en vigor para ese país el 31 de diciembre de 1995.
El 25 de agosto de 1997 Chile firma y ratifica la Convención de Naciones Unidas sobre el Derecho del Mar, entrando en vigor el 24 de septiembre de 1997 para el país.
En 2009 Argentina hizo una presentación ante la Comisión de Límites de la Plataforma Continental de las Naciones Unidas, siendo aceptada en 2016 por la CONVEMAR. El mapa de la presentación incluyó los territorios en disputa con el Reino Unido como los son las islas Malvinas, Georgias y Sandwich del Sur, una medialuna al sur del mar territorial argentino definido en el tratado de 1984 con Chile, la cual era también reclamada por Chile como parte de su mar presencial, y el mar circundante a la península Antártica reclamada por los tres países mencionados. Ese mismo año, el 8 de mayo Chile presenta su Informe Preliminar a la Comisión de Límites de la Plataforma Continental de Naciones Unidas.
En 2020, la Cámara de Diputados de la Nación Argentina, aprobó por unanimidad el límite exterior de la Plataforma Continental Argentina en la Ley 27.557.
Ese mismo año, el 21 de diciembre, Chile presentó ante la Comisión de Límites de la Plataforma Continental de Naciones Unidas el informe parcial de la plataforma continental extendida en Isla de Pascua y Salas y Gómez.
En 2021 el presidente chileno Sebastián Piñera firmó el Decreto Supremo N° 95 en el que se explicita la plataforma continental al este del meridiano 67º 16' 0 como parte del área de la plataforma continental (no extendida) chilena, proyectada desde las islas Diego Ramírez, reclamando también la medialuna que Argentina considera como parte de la extensión lograda por el criterio de la plataforma continental extendida. Esto se manifestió en la Carta SHOA N°8 y motivó una respuesta de la cancillería argentina contra la medida de Chile.
En febrero de 2022 Chile entrega su segunda presentación parcial respecto de la Plataforma Continental Occidental del Territorio Chileno Antártico y en agosto del mismo año realiza las presentaciones orales de ambas presentaciones parciales en la Sesión N°55 de la Comisión de Límites de la Plataforma Continental en la ONU en Nueva York.
En 2023 Chile, a través del SHOA, pone a disposición un gráfico ilustrativo que muestra todos los espacios marítimos reclamados por el país, siendo nuevamente rechazado por Argentina.
De conformidad con lo dispuesto por el artículo 74 sobre "Delimitación de la zona económica exclusiva entre Estados con costas adyacentes o situadas frente a frente" de la Convención de las Naciones Unidas sobre el Derecho del Mar, cuando exista un tratado de delimitación marítima entre los Estados interesados, las cuestiones relativas a la delimitación de la zona económica exclusiva se resolverán por las disposiciones de ese tratado.